# Tony Towner
Tony Towner, all'anagrafe Anthony James Towner (Brighton, 2 maggio 1955) è un ex calciatore inglese, di ruolo centrocampista.

## Caratteristiche tecniche
Era un'ala.

## Carriera
Esordisce tra i professionisti nel 1973, all'età di 18 anni, con il Brighton, club della sua città natale nelle cui giovanili aveva in precedenza giocato; in particolare, tra il 1973 ed il 1977 gioca nella terza divisione inglese con i Seagulls, con cui poi trascorre la stagione 1977-1978 e la prima parte della stagione 1978-1979 in seconda divisione, per poi trasferirsi dopo 162 presenze e 24 reti al Millwall, club londinese con cui trascorre la rimanente parte della stagione 1978-1979 in seconda divisione e la stagione 1979-1980 in terza divisione, per un totale di 68 presenze e 13 reti in partite di campionato con il club.
Nell'estate del 1980 si trasferisce insieme al compagno di squadra John Seasman al Rotherham Utd, club di terza divisione, con cui nella stagione 1980-1981 vince il campionato, conquistando così la promozione in seconda divisione, categoria nella quale gioca con i Millers nell'intera stagione 1981-1982 e nella prima metà della stagione 1982-1983, nella quale dopo complessive 108 presenze ed 11 reti in incontri di campionato con il club viene ceduto in prestito allo Sheffield Utd, con cui conclude l'annata giocando 10 partite in terza divisione. Successivamente trascorre la stagione 1984-1985 al Wolverhampton, con cui segna 2 reti in 31 presenze in seconda divisione; dopo la retrocessione dei Wolves in terza divisione lascia il club e si trasferisce al Charlton, con cui nella stagione 1985-1986 conquista una promozione dalla seconda alla prima divisione, alla quale contribuisce con 27 presenze e 2 reti. Trascorre poi un biennio giocando in quarta divisione con Rochdale (5 presenze) e Cambridge Utd (8 presenze), per poi ritirarsi nel 1989, all'età di 34 anni, dopo una stagione con i semiprofessionisti del Gravesend & Northfleet.
In carriera ha totalizzato complessivamente 419 presenze e 52 reti nei campionati della Football League.

## Palmarès

### Club

#### Competizioni nazionali
- Third Division: 1

Rotherham United: 1980-1981